# Frankrikes provisoriska regering

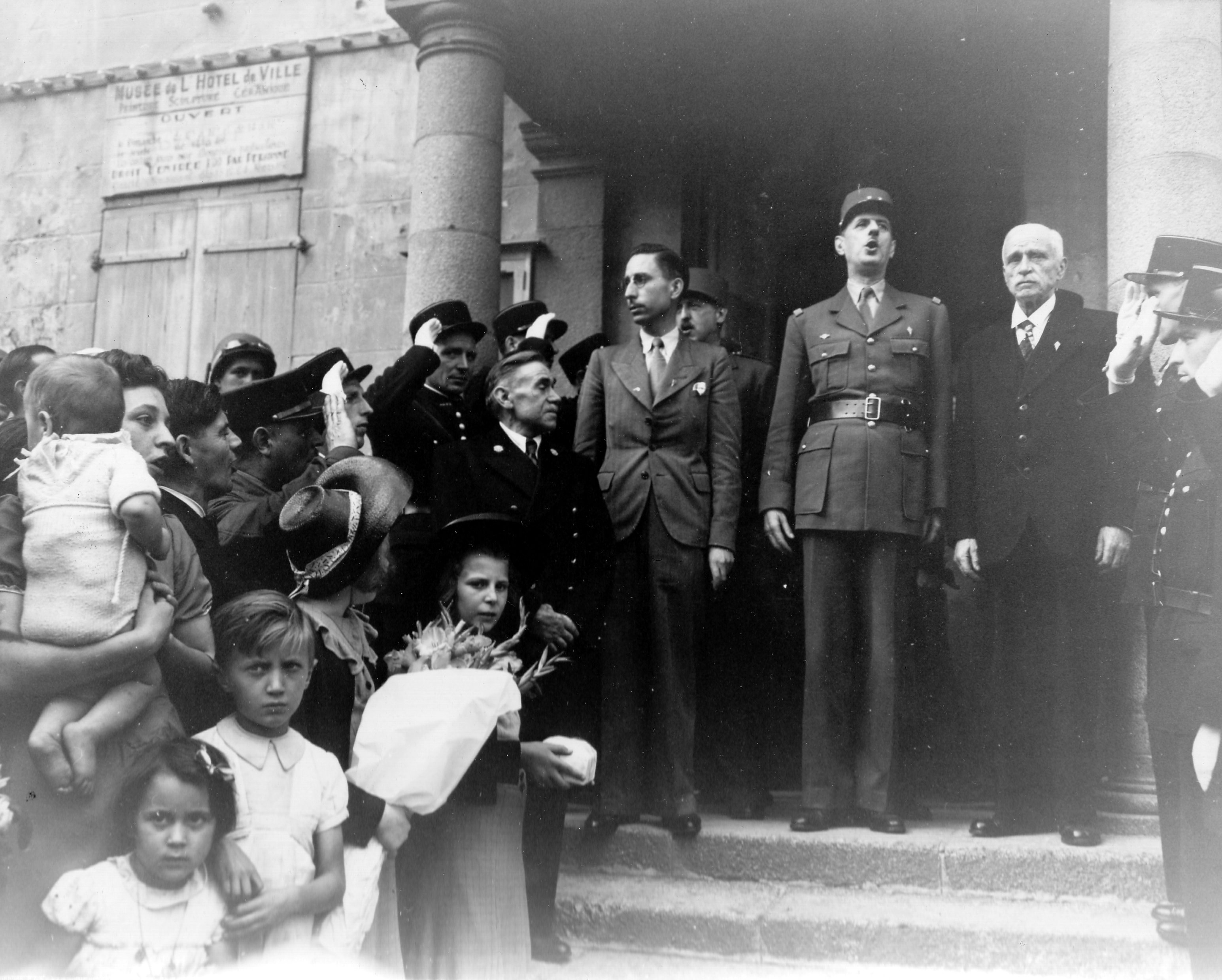
De Gaulle talar till invånarna i en stad i regionen Basse-Normandie, 20 augusti 1944.

Frankrikes provisoriska regering (Le Gouvernement provisoire de la République française) var den interimsregering som skapades av Charles de Gaulle i juni 1944 när de allierade invaderade Normandie och strax före Vichyregimens fall. Interimsregeringen verkade till och med oktober 1946. Därefter konstituerades den franska Fjärde republiken.

## Historik
General de Gaulle, som från London ledde motståndsrörelsen Det Fria Frankrike, formade i Alger i Algeriet 1943,  med landsmän i exil,  den Franska kommittén för nationell befrielse (Comité français de la Libération nationale). Kommittén var föregångaren till Frankrikes provisoriska regering som bildades den 3 juni 1944. Den bildades tre dagar innan de allierades invasion i Normandie och Dagen D. Med den provisoriska regeringen ville motståndsrörelsen ”Det fria Frankrike”, som stred med de allierade, ha en regering beredd att överta styret av Frankrike efter invasionen och Vichyregimens fall. 
Paris befriades den 25 augusti och Vichyregimens president Philippe Pétain och hans ministrar flydde till Tyskland. Då trädde de Gaulle och hans provisoriska regering in. De återinförde den republikanska konstitutionen och förklarade Vichyregimen olaglig.
Den provisoriska regeringen var en samlingsregering med kommunistpartiet, socialistpartiet och kristdemokraterna. De Gaulle var ordförande under större delen av dess regeringstid.  Efter en schism  1946 blev först socialisten Félix Gouin ordförande, därefter kristdemokraten  Georges Bidault och slutligen socialisten Léon Blum under övergången till den Fjärde republiken som konstituerades den 13 oktober 1946.